# Sa raison d'être
Pour la chanson du même nom, voir Ensemble (album caritatif).
Pour plus de détails, voir Fiche technique et Distribution.
Sa raison d’être est un téléfilm en deux parties de 100 minutes, réalisé par Renaud Bertrand sur un scénario de Pascal Fontanille et Véronique Lecharpy, diffusé pour la première fois sur France 2 le 26 mars et le 2 avril 2008.

## Synopsis
L'histoire débute en 1981, avec Bruno, Isabelle et Nicolas, qui ont tous les trois une vingtaine d'années. C'est aussi l'époque de la découverte du SIDA. Bruno aime Isabelle, la sœur de Nicolas, enceinte d'un autre homme. Nicolas aime secrètement Bruno.
Lors d'un attentat, Isabelle meurt laissant son fils Jérémy non reconnu par son père, et Bruno est gravement blessé. Nicolas décide d'élever Jérémy avec Bruno qui le considère comme son propre fils. Mais quelque temps plus tard, Bruno apprend par une amie infirmière, Nadia, que le sang qu'on lui a transfusé après l'attentat était contaminé par le VIH…
Ce téléfilm est rythmé par les grands évènements des vingt dernières années du XXe siècle : l'élection à la présidence de la république de François Mitterrand en 1981, Fusillade de la rue des Rosiers en 1982, la chute du mur de Berlin en 1989, le premier sidaction en Avril 1994, la coupe du monde de football remportée par les Français en 1998, les débats suscités par l'apparition du PACS…

## Fiche technique
- Titre original : Sa raison d'être
- Réalisation : Renaud Bertrand
- Scénario : Pascal Fontanille et Véronique Lecharpy
- Photographie : Marc Koninckx

Jean Casanova et Stéphane Soye
- Montage : Laurence Bawedin et Ariane Boeglin
- Musique : Stéphane Zidi
- Production : Laurence Bachman, François Aramburu et Pascal Fontanille
- Société de production : Merlin productions, Barjac Production, BE-FILMS et RTBF
- Société de distribution : France Télévisions Distribution et Optimale
- Pays d'origine : France
- Langue originale : Français
- Format : couleur - son Dolby Digital
- Genre : drame
- Durée : 200 minutes
- Dates de sortie : 
  -  France : 26 mars 2008 sur France 2

## Distribution
- Nicolas Gob : Bruno
- Michaël Cohen : Nicolas
- Clémentine Célarié : Hélène, la mère de Nicolas et d'Isabelle
- Valérie Mairesse : Mado, la mère de Bruno
- Nozha Khouadra : Nadia
- Bérénice Bejo : Fabienne
- Valérie Donzelli : Nathalie
- Cyril Descours : Jérôme
- Philippe Lefebvre : Pierre Bresson
- Carlo Brandt : Alain Guichard, le père de Nicolas et d'Isabelle
- Jean Dell : le père de Bruno
- Sophie Quinton : Isabelle
- Nicolas Briançon : le "grand" Jacques
- Roger Dumas : Samson
- Dimitri Pounot : Lukas
- James Gerard : Warren
- Sophie de La Rochefoucauld : Mme Frémond
- Éric Soubelet : l'agent immobilier
- Ouidad Elma : Kayna (grande)

## Récompenses
- Prix d'interprétation à Nicolas Gob et Michaël Cohen au Festival du film de télévision de Luchon (2008).
- Prix du meilleur film au Festival MIX du cinéma gay, lesbien et culture queer de Milan (2009).